# Голландська колонізація Америки
Голландські торгові пости і плантації в Америці передують набагато відомішій колонізаційній діяльності голландців в Азії. Якщо перший голландський форт в Азії був збудований У 1600 році (на території сучасної Індонезії), то перші форти і поселення на річці Ессекібо в Гаяні і на Амазонці датуються 1590-ми рр. Фактична колонізація з заснуванням поселень голландців на нових землях була не такою частою, як в інших європейських країн. Багато голландських поселень до кінця XVI ст. були втрачені або покинуті, хоча Нідерландам вдалося зберегти Суринам, доки той не здобув незалежність у 1975 році, а також Нідерландські Антильські острови, які залишаються у складі Королівства Нідерландів і сьогодні.

## Північна Америка

### Кариби

#### Нідерландські Антильські острови
Голландська колонізація в країнах Карибського басейну почалася у 1620-х роках з острова Санта-Крус і Тобаго (1628), а потім у 1631 були засновані поселення на островах Тортуга і Сінт-Мартен. Коли голландці втратили Сінт-Мартен (і Ангілью, де вони незадовго після прибуття на Сінт-Мартен збудували форт) на користь іспанців, вони оселились на Кюрасао і Сінт-Естатіус. 1648 року вони повернули владу над половиною Сінт-Мартен, і відтоді розділяли острів з Францією. Кордон між двома частинами острова періодично змінювався, доки у 1816 році став постійним.
Деякі острови голландці захопили та укріпили, щоб захиститись від іспанських нападів під час Голландської війни за незалежність від Іспанії, та заради деревини і солі:
- Сінт-Мартен у 1618 році
- Бонайре у 1634 році
- Кюрасао у 1634 році
- Сінт-Естатіус у 1636 році
- Арубу у 1637 році
- Сабу у 1640 році
- Тортола, Верджин-Горда, йост-ван-Дейк до 1640-х

До середини XIX ст. сьогодні венесуельські острів Авес, з архіпелагу Авес, архіпелаг Лос-Рокес і острів Орчіла належали Голландської Вест-Індії.
Нідерландські Антильські острови залишились автономною територією Нідерландів. 1954 року їм було надане самоврядування. 1986 року Аруба, окремо від решти островів, отримала автономію. 10 жовтня 2012 року припинили своє існування: Кюрасао та Сінт-Мартен стали самокерованими державами зі значною автономією (status aparte) у складі Королівства Нідерландів, у той час як Бонайре, Саба, та Сінт-Естатіус отримали статус спеціальних муніципалітетів Нідерландів (статус, близький до заморських департаментів Франції).

#### Тобаго
Нідерланди багато разів намагалися колонізувати острів впродовж XVII ст. Але кожного разу суперники з інших європейських країн їх знищували. Голландські поселення на Тобаго існували:
- 1628—1637 рр., знищили іспанці
- 1654—1666 рр., завоювали британці, знищили французи
- 1672 р., знищили британці
- 1676—1677 рр., знищили французи

#### Віргінські острови
У 1625 році — того ж року, що й британці, — голландці заснували базу на острові Санта-Крус. Згодом до голландців приєдналися французькі протестанти, але через конфлікт з британською колонією, покинули Санта-Крус близько 1650. Близько 1640 року голландці заснували поселення на острові Тортола, і пізніше на островах Анегада та Вірджин-Горда. Британці забрали Тортолу у 1672 році, і Анегаду і Віджин-Горду у 1680 році.

### Сполучені Штати Америки
У 1602 році уряд Республіки Об'єднаних провінцій засновує Голландську Ост-Індійську компанію (Vereenigde Oostindische Compagnie) для дослідження нового шляху до Індії та проголошення всіх незвіданих земель територіями Республіки Об'єднаних провінцій. Це спричинило кілька значних експедицій, які призвели до створення провінції Нові Нідерланди.
У 1609 році Голландська Ост-Індійська компанія найняла дослідника Генрі Гудзона, який під час спроби знайти так званий північно-західного шляху до Індії, відкрив і оголосив частину сучасних Сполучених Штатів та Канади землями компанії. У надії, що це найкращий маршрут для дослідження, Гудзон увійшов до Верхньої Нью-Йоркської затоки, піднявшись вгору по річці, яка тепер називається його іменем. 1614 року Едріен Блок на кораблі «Тигр» вирушив у плавання нижнім Гудзоном, згодом на кораблі «Onrust» (неспокійний) досліджував Іст-Ривер та став першим європейцем, який плавав по Хеллегату (сьогодні — Хеллгейт) і увійшов у протоку Лонг-Айленд. Залишивши протоку, він дійшов до острова Блока, який названий на його честь. Після повернення в Нідерланди, Блок склав карту своєї подорожі, в якій вперше застосував назву «Нових Нідерландів» до району між англійською Вірджинією та французькою Канадою, де він згодом отримав ексклюзивні права на торгівлю від голландського уряду; також на цій карті Лонг-Айленд був вперше зображений як острів.

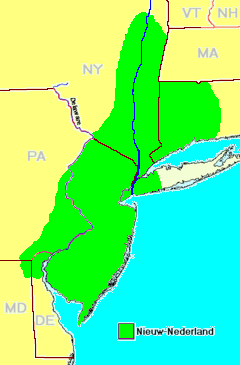
Землі, заселені голландцями у 1660 році

Після перших торгових експедицій до Америки у 1615 році голландці заснували форт Нассау на острові Касл-Айленд на річці Гудзон. Поселення використовувалось переважно для торгівлі хутром з місцевим населенням і пізніше його замінив форт Оранж (сьогодні місто Олбані (Нью-Йорк). Обидва форти були названі на честь Орансько-Нассауської нідерландської династії.
У 1621 році була заснована нова компанія — Голландська Вест-Індійська компанія — з монопольними правами на торгівлю в Америці та Західній Африці. Основною голландською факторією в Північній Америці став Новий Амстердам. 1623 року був заснований інший форт Нассау на річці Делавар поблизу міста Глостер, штат Нью-Джерсі. 1624 року перші колоністи, більшість з яких валлони та раби компанії, прибули до нової провінції, висадились на острові Говернорс та спочатку були розселені по фортах Оранж, Вільгельмус та Ківітс Гок. 1626 року директор Голландської Вест-Індійської компанії Петер Мінневіт (нідерл. Peter Minuit) викупив острів Мангеттен у племені ленапе та розпочав будівництво форту Амстердам, який став головним портом та столицею — Новим Амстердамом. Пізніше колонія розширилась до віддалених районів Павона, Брукліна, Бронкса і Лонг-Айленда. На річці Коннектикут у 1633 році завершили будівництво форту Доброї Надії (нідерл. Huys de Goede Hoop), сьогодні це територія міста Гартфорд (Коннектикут). Близько 1636 року англійці з Ньютауна (нині Кембридж, штат Массачусетс) оселилися на північному березі Парк-ривер. Згідно з Гартфордським договором, кордон Нових Нідерландів був пересунутий до західного Коннектикуту, а 1653 року англійці захопили голландський торговий пост. 1664 року англійська військово-морська експедиція по замовленню принца Джеймса, герцога Йоркського і Олбанського (пізніше короля Якова II і VII) пливли в гавань в Новий Амстердам, погрожуючи нападом. Бувши в меншості, генеральний директор Пітер Стайвесант здалися після переговорів сприявши статтям про капітуляцію. Тоді провінція отримала нову назву «Нью-Йорк» (англійська назва Джеймс). Форт Оранж був перейменований в Форт-Олбані (від шотландського титулу Джеймса). Область між нижнім Гудзоном і Делавером була передана власникам і отримала назву Нью-Джерсі. Втрата Нових Нідерландах призвела до другої англо–голландської війни У 1665—1667 рр. Цей конфлікт закінчився Договором Бреді, в якому зазначалося, що голландці відмовляться від своїх претензій на Нові Нідерланди в обмін на Суринам. З 1673 до 1674 ці землі на короткий час знов повернулись під правління голландців у Третій англо-голландській війні, але повернулись до Англії за Вестмінстерською угодою. 1674 року голландський капітан військово-морського флоту Юрієн Арноутц захопив ненадовго дві фортеці французької колонії Акаді, які він оголосив Новою Голландією. Однак, призначений ним управитель Джон Род швидко втратив контроль над територією після того, як Арноутц поїхав на Кюрасао у пошуках нових поселенців. З ефективним контролем Акаді, що залишився в руках Франції, голландський суверенітет існував тільки на папері, доки Нідерланди не здали свої позиції у Німвегенських договорах.

## Південна Америка

### Бразилія

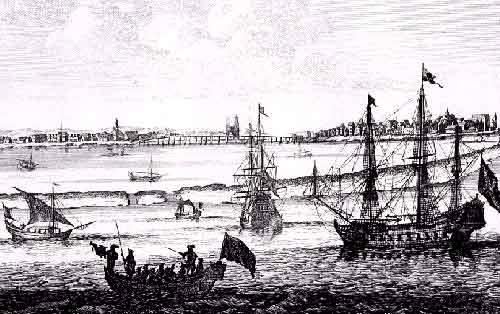
Ресіфі або Мауріцстад — столиця Голландської Бразилії

Починаючи з 1630 рр. Республіка Об'єднаних провінцій контролювала більшістю територій північно-західної Бразилії. У місті Ресіфі знаходилась штаб-квартира Голландської Вест-Індійської компанії. Губернатор Йоган Мауріц запрошував артистів та вчених для промоції міграції до нової південноамериканської колонії. Однак, у 1649 році португальці здобули важливу перемогу над голландцями у Другій битві під Гуарарапіс. 26 січня 1654 року Республіка Об'єднаних провінцій здалася і підписала капітуляцію, повернувши контроль над усіма північно-східними бразильськими землями Португалії. Після завершення Першої англо-голландської війни у травні 1654 року, Республіка Об'єднаних провінцій почала вимагати повернення Нових Нідерландів (Голландської Бразилії). Під загрозою окупації Лісабона і повторної окупації північно-східної Бразилії португальці, які вже були втягнуті у війну проти Іспанії, пристали на вимогу голландців. Проте новий голландський політичний лідер Йоган де Вітт вважав торгівлю важливішою, ніж кількість володінь, тому стежив за тим, як 6 серпня 1661 року Нова Голландія була продана Португалії в рамках Гаазького договору.

### Чилі
У 1600 році голландський пірат Себастьян Корд завоював чилійське місто Вальдивію. Через декілька місяців він покинув місто, і у 1642 році Голландська Ост-Індійська та Вест-Індійська компанії відправили в Чилі флот, щоб відвойовувати місто Вальдивію та золоті копальні в іспанців. Експедицією керував голландський генерал Хендрик Брауер. 1643 року Брауер завоював Чилійський архіпелаг та місто Вальдивію. 7 серпня 1643 року Брауер помер і керівництво перебрав на себе його заступник Еліас Геркманс. Друга хвиля еміграції з Нідерландів до Чилі розпочалась у 1895 році. З 1895 до 1897 рр. десятки сімей переселились з Голландії до Чилі.
На початку XX ст. багато голландців приїхали до Чилі з Південної Африки, де вони працювали здебільшого на будівництві залізниці. Після англо-бурської війни, що згодом призвело до приєднання бурських республік до складу Британської імперії у 1902 році, чилійський уряд допоміг голландцям емігрувати до Чилі.
4 травня 1903 року понад дві сотні голландців на пароплаві «Оропеса» відплили з Ла-Рошель у Франції. 5 травня залізницею вони добралися до кінцевого пункту призначення, міста Пітруфкен, що знаходиться за 29 км на південь від адміністративного центру області міста Темуко. Інша група голландців прибула незадовго після того до міста Талькахуано на пароплавах «Ораві» та «Оріса». Нідерландську колонію в Донгвілі охрестили Новою Трансваальською колонією, де оселились понад 500 сімей, які хотіли почати нове життя. З 7 лютого 1907 року до 18 лютого 1909 лютого прибули останні групи бурів з сім'ями.
На сьогодні приблизно 50 тис. нащадків голландців проживають в Чилі. Здебільшого в таки містах як Мальеко, Горбеа, Пітруфкен, Фаха Майсан і Темуко.

### Гаяна
Голландська Вест-Індійська компанія у 1616 році збудувала форт на ріці Ессекібо. Голландці торгували з індіанцями і, як в Суринамі, заснували цукрові плантації, на яких працювали африканські раби. Оскільки узбережжя було під контролем голландців, англійці засновували свої плантації на захід від річки Суринам. Через конфлікти між двома країнами контроль над регіоном декілька разів переходив з рук в руки, доки у 1796 році владу над цією територією отримали британці. 1814 року Нідерланди поступилися Британії і колоніями Ессекібо, Демерара та Бербіс.

### Суринам
Європейська колонія в Суринамі була заснована у 1650-х британським губернатором Барбадосу Лордом Францісом Віллоубі. Під час Другої Англо-голландської війни голландці під проводом Абрагама Крінсена колонію захопили. 31 липня 1667 року згідно з умовами Бредського договору Нідерланди віддавали Нові Нідерланди (включно з Новим Амстердамом, сучасним містом Нью-Йорк) в обмін на їхні цукрові плантації на узбережжі Суринаму. 1683 року Суринам був проданий Голландській Вест-Індійській компанії. У цей час в колонії на основі роботи африканських рабів розвивалося сільське господарство. Упродовж Наполеонівських воєн з 1799 до 1816 Суринам був під контролем Британії, після їх завершення знову повернувся до голландців. 1863 року Нідерланди скасували рабство і для продовження розвитку економіки привозили робочу силу за борговим договором із Британських індійських колоній та Голландських Ост-Індійських. Внутрішнє самоврядування було надано у 1954 році, а у 1975 році Суринам отримав повну незалежність. Перспектива незалежності змусила багатьох переїхати до Нідерландів, особливо меншину хіндустанців. Політична нестабільність та економічний спад після проголошення незалежності спричинив ще більший рівень міграції до Нідерландів та США. Спільнота суринамців в Нідерландах складає майже стільки ж, скільки населення самої країни — понад 450 тис.